# Limeyrat
Pour les articles homonymes, voir Limeyrat (homonymie).
Limeyrat est une commune française située dans le département de la Dordogne, en région Nouvelle-Aquitaine.

## Géographie

### Généralités
Localisée dans l'est du département de la Dordogne, la commune de Limeyrat est située sur les hauteurs entre deux affluents de l'Isle, l'Auvézère et le Manoire.
Autrefois desservi par la gare de Limeyrat sur la ligne ferroviaire Périgueux - Brive mais à l'écart des routes principales, le bourg de Limeyrat est situé, en distances orthodromiques, huit kilomètres à l'ouest-nord-ouest de Thenon et vingt kilomètres à l'est de Périgueux.
La commune est desservie au nord par la route départementale 68. Elle est également traversée du nord-est à l'ouest sur six kilomètres par l'autoroute A89 dont les échangeurs les plus proches, 16 Périgueux-Est et 17 Thenon sont éloignés du bourg de Limeyrat d'une quinzaine de kilomètres par la route.

### Communes limitrophes
Limeyrat est limitrophe de cinq autres communes.
| Montagnac-d'Auberoche  | Brouchaud  |      |
|                        | Limeyrat   | Ajat |
| Bassillac et Auberoche | Fossemagne |      |

### Géologie et relief

#### Géologie
Situé sur la plaque nord du Bassin aquitain et bordé à son extrémité nord-est par une frange du Massif central, le département de la Dordogne présente une grande diversité géologique. Les terrains sont disposés en profondeur en strates régulières, témoins d'une sédimentation sur cette ancienne plate-forme marine. Le département peut ainsi être découpé sur le plan géologique en quatre gradins différenciés selon leur âge géologique. Limeyrat est située dans le deuxième gradin à partir du nord-est, un plateau formé de roches calcaires très dures du Jurassique que la mer a déposées par sédimentation chimique carbonatée, en bancs épais et massifs.
Elle est à la fois dans le causse de Cubjac et le causse de Thenon, qui, avec le causse de Savignac, forment un ensemble de collines karstifiées dans les calcaires liasiques et jurassiques à l'est de Périgueux jusqu'à Excideuil et Thenon, d'environ 30 km N-S et 15 km O-E, coupé par les vallées de l'Isle, de l'Auvézère et de la Loue.
Les couches affleurantes sur le territoire communal sont constituées de formations superficielles du Quaternaire et de roches sédimentaires datant pour certaines du Cénozoïque, et pour d'autres du Mésozoïque. La formation la plus ancienne, notée j2-3(Bz), date du Bajocien moyen au Bathonien inférieur, composée de calcaires micritiques et sublithographiques à oncolithes et de stromatolithes en alternance avec des niveaux de marnes noires en bancs réguliers. La formation la plus récente, notée CFvs, fait partie des formations superficielles de type colluvions carbonatées de vallons secs : sable limoneux à débris calcaires et argile sableuse à débris. Le descriptif de ces couches est détaillé dans  les feuilles « no 759 - Périgueux (est) » et « no 783 - Thenon » de la carte géologique au 1/50 000 de la France métropolitaine, et leurs notices associées,.

Carte géologique de Limeyrat.

#### Relief et paysages
Le département de la Dordogne se présente comme un vaste plateau incliné du nord-est (491 m, à la forêt de Vieillecour dans le Nontronnais, à Saint-Pierre-de-Frugie) au sud-ouest (2 m à Lamothe-Montravel). L'altitude du territoire communal varie quant à elle entre 143 m au nord, sur la RD 68, en limite de la commune de Brouchaud, à côté du Puits de Bontemps où naît la résurgence du Blâme, et 266 ou 267 m tout au sud, au lieu-dit la Fon de la Marquise,.
Dans le cadre de la Convention européenne du paysage entrée en vigueur en France le 1er juillet 2006, renforcée par la loi du 8 août 2016 pour la reconquête de la biodiversité, de la nature et des paysages, un atlas des paysages de la Dordogne a été élaboré sous maîtrise d’ouvrage de l’État et publié en octobre 2020. Les paysages du département s'organisent en huit unités paysagères et 14 sous-unités. La commune fait partie du Périgord central, un paysage vallonné, aux horizons limités par de nombreux bois, plus ou moins denses, parsemés de prairies et de petits champs.
La superficie cadastrale de la commune publiée par l'Insee, qui sert de référence dans toutes les statistiques, est de 19,72 km2,,. La superficie géographique, issue de la BD Topo, composante du Référentiel à grande échelle produit par l'IGN, est quant à elle de 20,07 km2.

### Hydrographie

#### Réseau hydrographique
La commune est située dans le bassin de la Dordogne au sein du Bassin Adour-Garonne. Elle est drainée par des petits cours d'eau, qui constituent un réseau hydrographique de près de 4 km de longueur totale,.

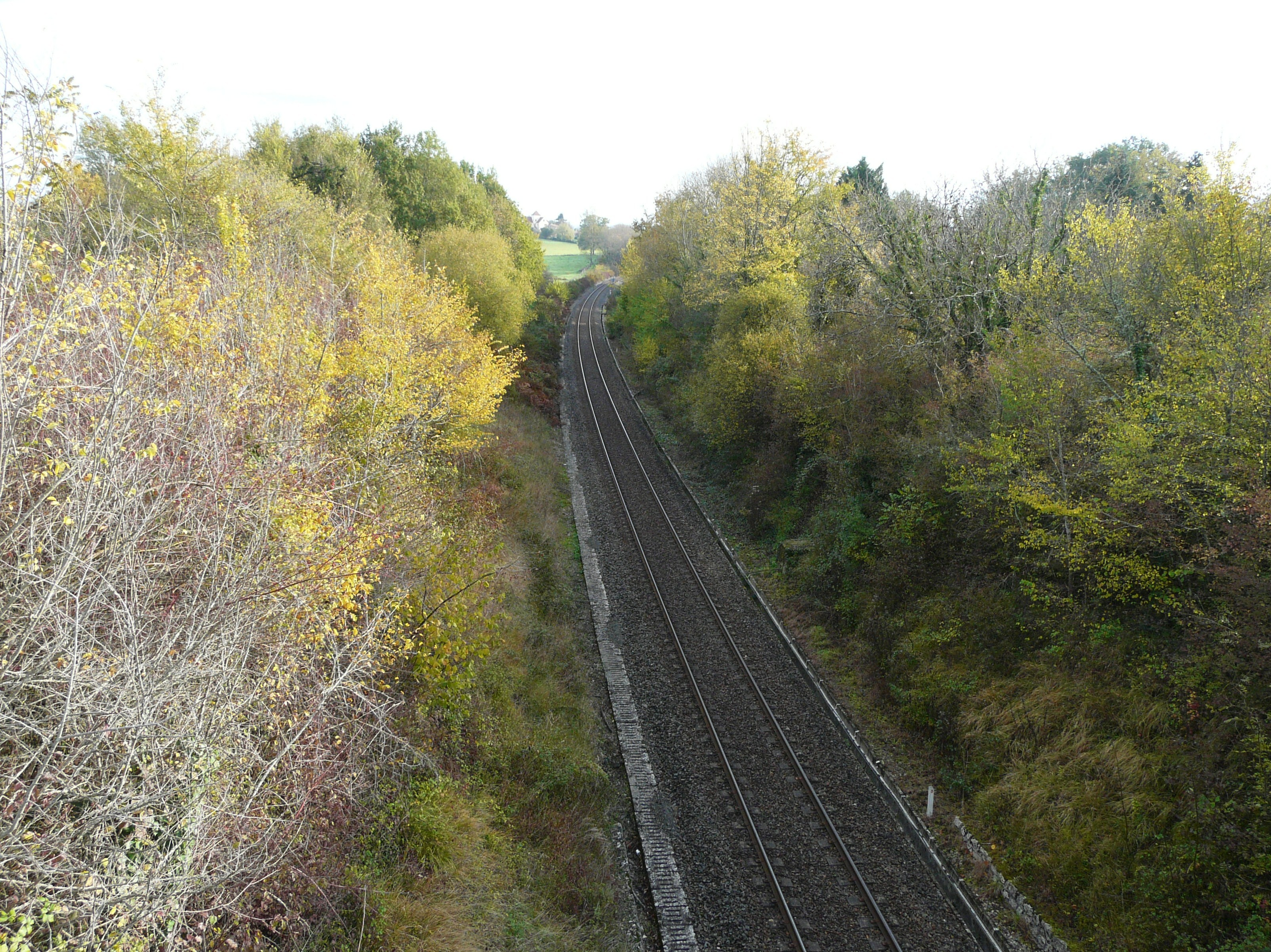
La ligne ferroviaire de Périgueux à Brive, à Limeyrat.
Réseaux hydrographique et routier de Limeyrat.

#### Gestion et qualité des eaux
Le territoire communal est couvert par le schéma d'aménagement et de gestion des eaux (SAGE) « Isle - Dronne ». Ce document de planification, dont le territoire regroupe les bassins versants de l'Isle et de la Dronne, d'une superficie de 7 500 km2, a été approuvé le 2 août 2021. La structure porteuse de l'élaboration et de la mise en œuvre est l'établissement public territorial de bassin de la Dordogne (EPIDOR). Il définit sur son territoire les objectifs généraux d’utilisation, de mise en valeur et de protection quantitative et qualitative des ressources en eau superficielle et souterraine, en respect des objectifs de qualité définis dans le troisième SDAGE  du Bassin Adour-Garonne qui couvre la période 2022-2027, approuvé le 10 mars 2022.
La qualité des eaux de baignade et des cours d’eau peut être consultée sur un site dédié géré par les agences de l’eau et l’Agence française pour la biodiversité.

### Climat
Pour des articles plus généraux, voir Climat de la Nouvelle-Aquitaine et Climat de la Dordogne.
Historiquement, la commune est exposée à un climat océanique aquitain.  
En 2020, Météo-France publie une typologie des climats de la France métropolitaine dans laquelle la commune est exposée à un climat océanique altéré et est dans une zone de transition entre les régions climatiques « Aquitaine, Gascogne » et « Ouest et nord-ouest du Massif Central ». La première est caractérisée par une pluviométrie abondante au printemps, modérée en automne, un faible ensoleillement au printemps, un été chaud (19,5 °C), des vents faibles, des brouillards fréquents en automne et en hiver et des orages fréquents en été (15 à 20 jours).  La seconde présente une pluviométrie annuelle de 900 à 1 500 mm, maximale en automne et en hiver.
Pour la période 1971-2000, la température annuelle moyenne est de 12,2 °C, avec  une amplitude thermique annuelle de 15 °C. Le cumul annuel moyen de précipitations est de 971 mm, avec 12,4 jours de précipitations en janvier et 7,2 jours en juillet. Pour la période 1991-2020, la température moyenne annuelle observée sur la station météorologique la plus proche, située sur la commune de Thenon à 7 km à vol d'oiseau, est de 12,9 °C et le cumul annuel moyen de précipitations est de 907,1 mm,. Pour l'avenir, les paramètres climatiques de la commune estimés pour 2050 selon différents scénarios d’émission de gaz à effet de serre sont consultables sur un site dédié publié par Météo-France en novembre 2022.

## Urbanisme

### Typologie
Au 1er janvier 2024, Limeyrat est catégorisée commune rurale à habitat dispersé, selon la nouvelle grille communale de densité à 7 niveaux définie par l'Insee en 2022.
Elle est située hors unité urbaine et hors attraction des villes,.

### Occupation des sols
L'occupation des sols de la commune, telle qu'elle ressort de la base de données européenne d’occupation biophysique des sols Corine Land Cover (CLC), est marquée par l'importance des forêts et milieux semi-naturels (69,1 % en 2018), en diminution par rapport à 1990 (73,1 %). La répartition détaillée en 2018 est la suivante : 
forêts (67,9 %), zones agricoles hétérogènes (29,1 %), mines, décharges et chantiers (1,3 %), milieux à végétation arbustive et/ou herbacée (1,3 %), prairies (0,4 %). L'évolution de l’occupation des sols de la commune et de ses infrastructures peut être observée sur les différentes représentations cartographiques du territoire : la carte de Cassini (XVIIIe siècle), la carte d'état-major (1820-1866) et les cartes ou photos aériennes de l'IGN pour la période actuelle (1950 à aujourd'hui).

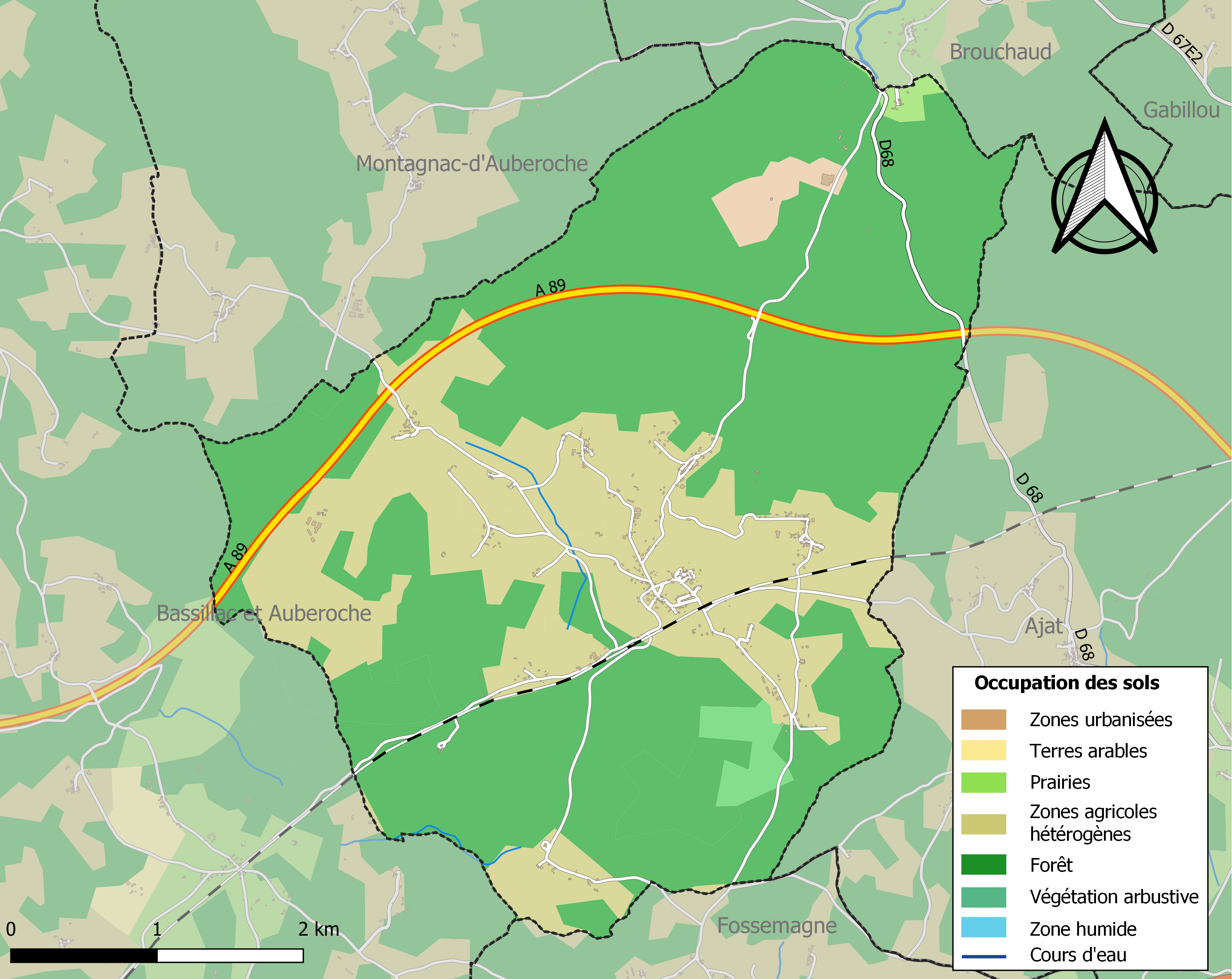
Carte des infrastructures et de l'occupation des sols de la commune en 2018 (CLC).

### Prévention des risques
Le territoire de la commune de Limeyrat est vulnérable à différents aléas naturels : météorologiques (tempête, orage, neige, grand froid, canicule ou sécheresse), feux de forêts, mouvements de terrains et séisme (sismicité très faible). Il est également exposé à un risque technologique, le transport de matières dangereuses. Un site publié par le BRGM permet d'évaluer simplement et rapidement les risques d'un bien localisé soit par son adresse soit par le numéro de sa parcelle.

#### Risques naturels
Limeyrat est exposée au risque de feu de forêt. L’arrêté préfectoral du 14 mars 2013 fixe les conditions de pratique des incinérations et de brûlage dans un objectif de réduire le risque de départs d’incendie. À ce titre, des périodes sont déterminées : interdiction totale du 15 février au 15 mai et du 15 juin au 15 octobre, utilisation réglementée du 16 mai au 14 juin et du 16 octobre au 14 février. En septembre 2020, un plan inter-départemental de protection des forêts contre les incendies (PidPFCI) a été adopté pour la période 2019-2029,.

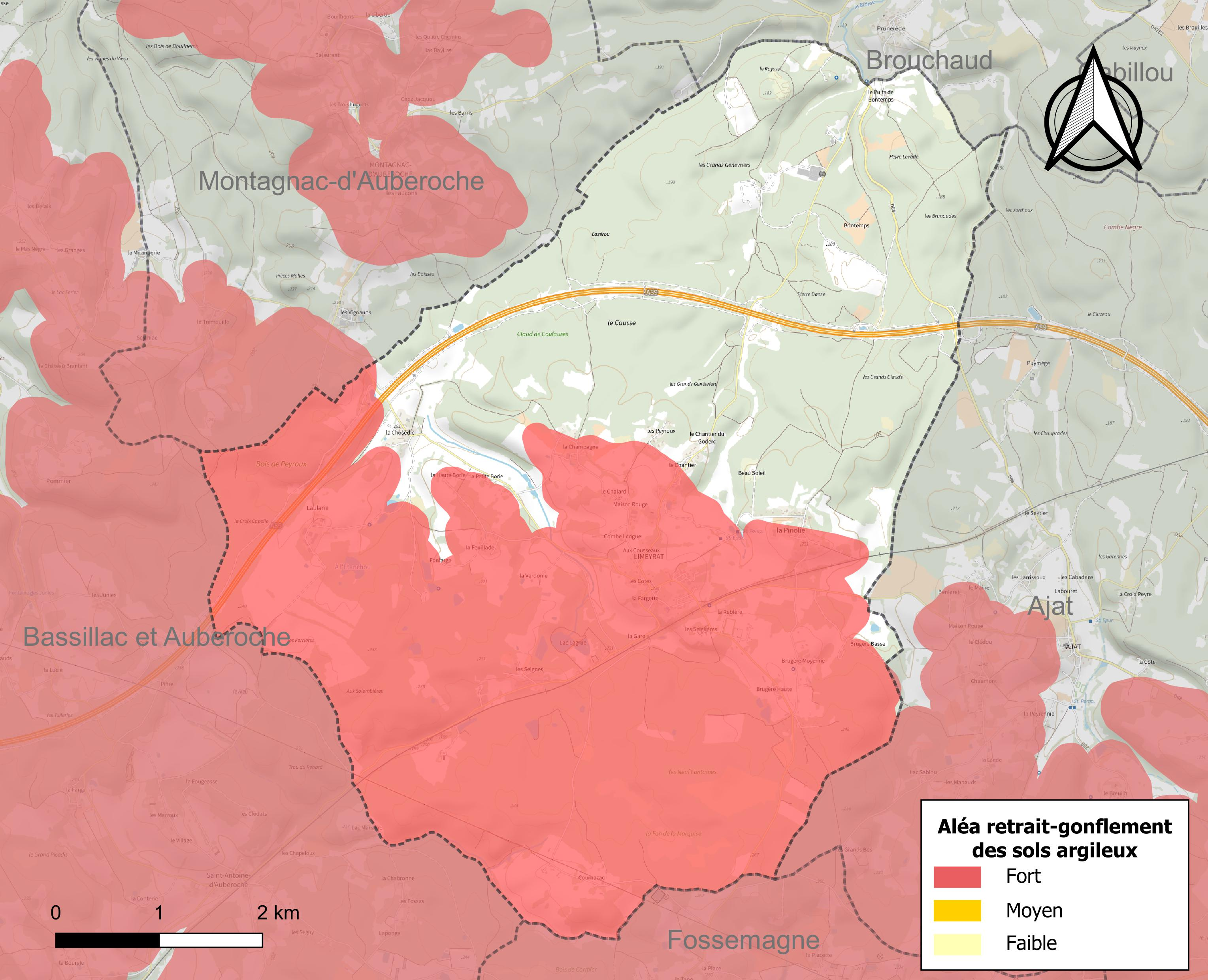
Carte des zones d'aléa retrait-gonflement des sols argileux de Limeyrat.

Les mouvements de terrains susceptibles de se produire sur la commune sont des tassements différentiels. Le retrait-gonflement des sols argileux est susceptible d'engendrer des dommages importants aux bâtiments en cas d’alternance de périodes de sécheresse et de pluie. 54,3 % de la superficie communale est en aléa moyen ou fort (58,6 % au niveau départemental et 48,5 % au niveau national métropolitain). Depuis le 1er octobre 2020, en application de la loi ÉLAN, différentes contraintes s'imposent aux vendeurs, maîtres d'ouvrages ou constructeurs de biens situés dans une zone classée en aléa moyen ou fort,.
La commune a été reconnue en état de catastrophe naturelle au titre des dommages causés par les inondations et coulées de boue survenues en 1982, 1983 et 1999, par la sécheresse en 1989, 1992, 1995, 2005 et 2011 et par des mouvements de terrain en 1999.

## Toponymie
La première mention écrite connue du lieu est attestée par un pouillé du XIIIe siècle sous la forme Limeyrac, latinisée ensuite en 1395 sous la forme Limeracum. Cette appellation dérive d'un nom de personne germanique Lithomar, latinisé en Liutmarus avec le suffixe -iacum, correspondant au « domaine de Liutmarus ».
En occitan, la commune porte le nom de Limeirac.
Sur la planète Mars, en février 2021, l'une des cibles d'analyses poussées effectuées sur un affleurement rocheux par l'astromobile Curiosity de la NASA, est baptisée d'après la commune.

## Histoire
Au XIVe siècle Limeyrat (Lymayrac) faisait partie de la châtellenie d'Auberoche.
Sur la carte de Cassini représentant la France entre 1756 et 1789, le village est identifié sous le nom de Limeyrac.

## Politique et administration

### Rattachements administratifs et électoraux
La commune de Limeyrat a, dès 1790, été rattachée au canton de Thenon qui dépendait du district de Montignac jusqu'en 1795, date de suppression des districts. En 1801, le canton dépend de l'arrondissement de Périgueux.
Dans le cadre de la réforme de 2014 définie par le décret du 21 février 2014, le canton de Thenon disparaît aux élections départementales de mars 2015. La commune est alors rattachée électoralement au canton du Haut-Périgord Noir.
En 2017, Limeyrat est rattachée à l'arrondissement de Sarlat-la-Canéda,.

### Administration municipale
La population de la commune étant comprise entre 100 et 499 habitants au recensement de 2017, onze conseillers municipaux ont été élus en 2020,.

### Liste des maires
| Période                                  | Période       | Identité                | Étiquette | Qualité                   |
| ---------------------------------------- | ------------- | ----------------------- | --------- | ------------------------- |
| Les données manquantes sont à compléter. |               |                         |           |                           |
| 1823                                     | 1828          | Nebout Lapinolie        |           |                           |
| 1828                                     | 1832          | Lapinolie               |           |                           |
| 1832                                     | 1837          | Monteil                 |           |                           |
| 1837                                     | 1843          | Duverger                |           |                           |
| 1843                                     | 1851          | Duverger fils           |           |                           |
| 1851                                     | août 1870     | Lapinolie               |           |                           |
| 1870                                     | 1874          | Duverger                |           |                           |
| 1874                                     | 1878          | Eimery                  |           |                           |
| 1878                                     | mai 1884      | Théophile Petit         |           |                           |
| mai 1884                                 | décembre 1892 | Léon Eimery             |           |                           |
| décembre 1892                            | 1915          | Pierre Daurat           |           |                           |
| 1915                                     | décembre 1919 | Jean Huguet             |           |                           |
| décembre 1919                            | 1924          | Numa Bonnet             |           |                           |
| août 1924                                | mai 1925      | Émile Brout             |           |                           |
| mai 1925                                 | 1933          | Victorin Brout          |           |                           |
| avril 1933                               | 1965          | René Brassat Lapeyrière |           |                           |
| mars 1965                                | août 1965     | Léopold Moulinier       |           |                           |
| 1965                                     | mars 2001     | Gabriel Moulinier       |           | Retraité de l'agriculture |
| mars 2001 (réélu en mai 2020)            | En cours      | Claude Sautier          | PS        | Enseignant                |

## Équipements et services publics

### Enseignement
Limeyrat est organisée en regroupement pédagogique intercommunal (RPI) avec les communes de Fossemagne et Saint-Antoine-d'Auberoche au niveau des classes de primaire. À la rentrée de septembre 2015, la commune de Saint-Antoine-d'Auberoche arrête d'accueillir les enfants scolarisés, qui sont alors dirigés vers les deux autres communes.

### Justice
Dans le domaine judiciaire, Limeyrat relève : 
- du tribunal judiciaire, du tribunal pour enfants, du conseil de prud'hommes et du tribunal de commerce de Périgueux ;
- du pôle Nationalité du tribunal judiciaire de Périgueux (compétent uniquement dans le domaine de la nationalité) ;
- de la cour d'appel, du tribunal administratif et de la  cour administrative d'appel de Bordeaux.

## Population et société

### Démographie
L'évolution du nombre d'habitants est connue à travers les recensements de la population effectués dans la commune depuis 1793. Pour les communes de moins de 10 000 habitants, une enquête de recensement portant sur toute la population est réalisée tous les cinq ans, les populations de référence des années intermédiaires étant quant à elles estimées par interpolation ou extrapolation. Pour la commune, le premier recensement exhaustif entrant dans le cadre du nouveau dispositif a été réalisé en 2006.

En 2022, la commune comptait 430 habitants, en évolution de −3,8 % par rapport à 2016 (Dordogne : +0,37 %, France hors Mayotte : +2,11 %).
| 1793 | 1800 | 1806 | 1821 | 1831 | 1836 | 1841 | 1846 | 1851 |
| ---- | ---- | ---- | ---- | ---- | ---- | ---- | ---- | ---- |
| 467  | 422  | 440  | 510  | 554  | 527  | 529  | 612  | 555  |

| 1856 | 1861 | 1866 | 1872 | 1876 | 1881 | 1886 | 1891 | 1896 |
| ---- | ---- | ---- | ---- | ---- | ---- | ---- | ---- | ---- |
| 525  | 486  | 504  | 514  | 523  | 485  | 507  | 464  | 523  |

| 1901 | 1906 | 1911 | 1921 | 1926 | 1931 | 1936 | 1946 | 1954 |
| ---- | ---- | ---- | ---- | ---- | ---- | ---- | ---- | ---- |
| 437  | 421  | 425  | 377  | 374  | 365  | 360  | 381  | 351  |

| 1962 | 1968 | 1975 | 1982 | 1990 | 1999 | 2006 | 2011 | 2016 |
| ---- | ---- | ---- | ---- | ---- | ---- | ---- | ---- | ---- |
| 371  | 343  | 394  | 408  | 427  | 436  | 441  | 455  | 447  |

| 2021 | 2022 | - | - | - | - | - | - | - |
| ---- | ---- | - | - | - | - | - | - | - |
| 434  | 430  | - | - | - | - | - | - | - |

### Sports
En football, le Football Club Thenon Limeyrat Fossemagne évolue en Régional 3 pour la saison 2025-2026.

### Manifestations culturelles et festivités
- Fête patronale sur un week-end, fin août-début septembre[59].

## Économie

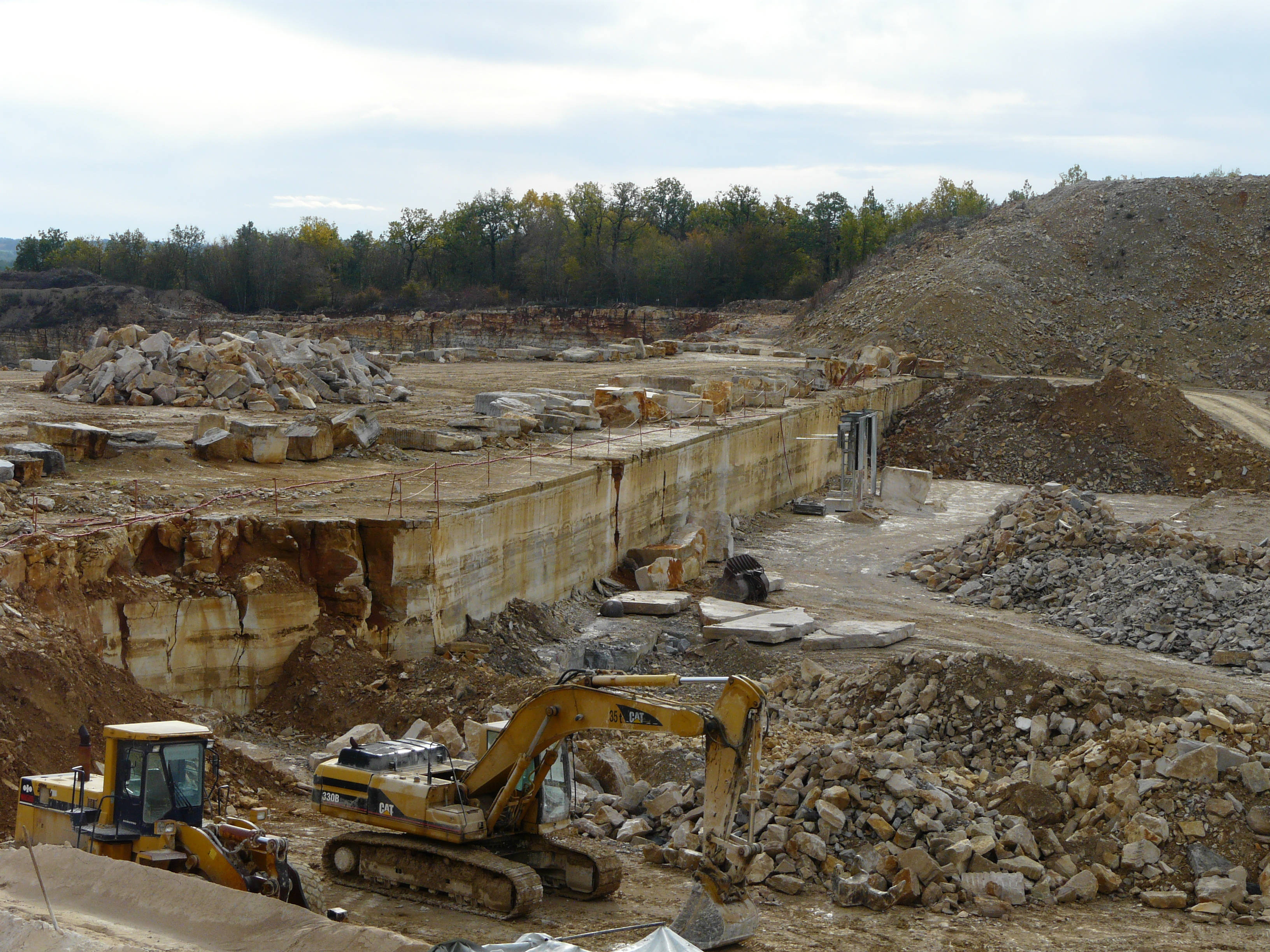
Une des carrières de Bontemps.

### Emploi
En 2015, parmi la population communale comprise entre 15 et 64 ans, les actifs représentent 196 personnes, soit 43,6 % de la population municipale. Le nombre de chômeurs (vingt-huit) est resté stable par rapport à 2010 et le taux de chômage de cette population active s'établit à 14,4 %.

### Établissements
Au 31 décembre 2015, la commune compte vingt-six établissements, dont onze au niveau des commerces, transports ou services, cinq dans la construction, quatre relatifs au secteur administratif, à l'enseignement, à la santé ou à l'action sociale, trois dans l'agriculture, la sylviculture ou la pêche, et trois dans l'industrie.

### Entreprises
La commune accueille trois entreprises spécialisées dans l'extraction minérale : Bontemps et Occitanie Pierres pour la pierre de taille, et CMC pour des granulats.
Installées en 1999 à Limeyrat, « Les Carrières de Bontemps » exploitent la pierre, principalement pour le marché du dallage (50 000 à 60 000 m2 de dallage par an). Elles emploient près de 60 salariés en 2019 et leur chiffre d'affaires s'effectue à 40 % à l'exportation.
Parmi les entreprises ayant leur siège social en Dordogne, tous secteurs confondus, « Les Carrières de Bontemps » (taille, façonnage et finissage de pierres), implantée à Limeyrat, se classe 33e quant au chiffre d'affaires à l'exportation avec 1 410 k€.
Mises en redressement judiciaire, les Carrières de Bontemps sont reprises par les Carrières de Thiviers en décembre 2022 avec 28 salariés (contre 39 précédemment).
Début 2025, l'Institut national de la propriété industrielle a homologué en tant qu'indication géographique la « pierre de Limeyrat » dont le gisement « s'étend sur une vingtaine de communes » et comprend notamment « la pierre de Brouchaud, celles de Thenon, d'Auberoche, de Montagnac ».

## Culture locale et patrimoine

### Lieux et monuments
- Dolmen de Peyrelevade (ou Peyre Levade), néolithique, inscrit au titre des monuments historiques depuis 1980[69],
- Église Saint-Hilaire, XIIe et XVIe siècles, dont le chœur est classé monument historique depuis 1903, le reste de l'église étant inscrit en 2006[70].
- Chapelle de la Pinolie de la fin du XVIIe siècle
- Château de l'Étang, modeste castel du XIXe siècle[71].

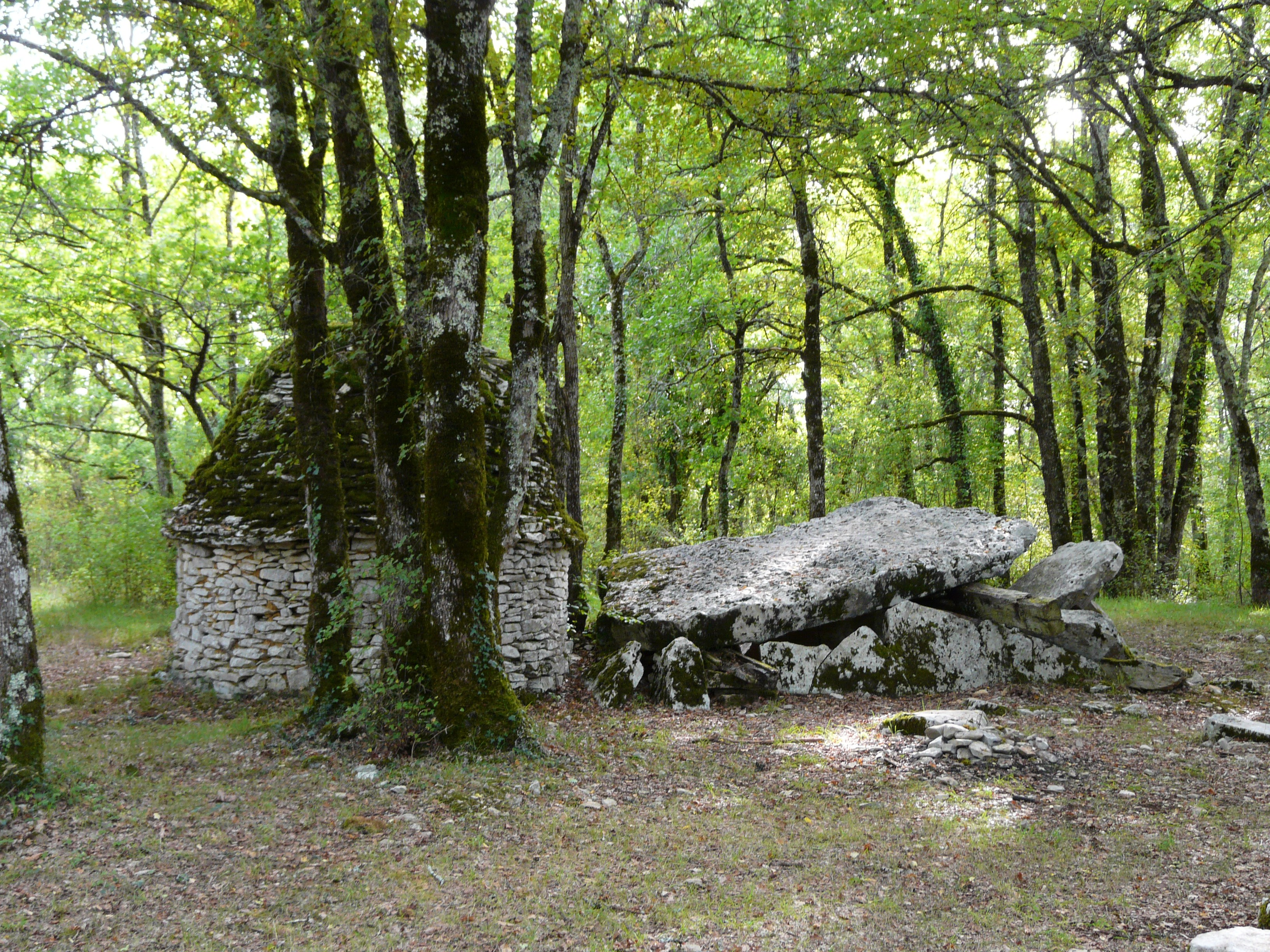
Le dolmen de Peyrelevade.
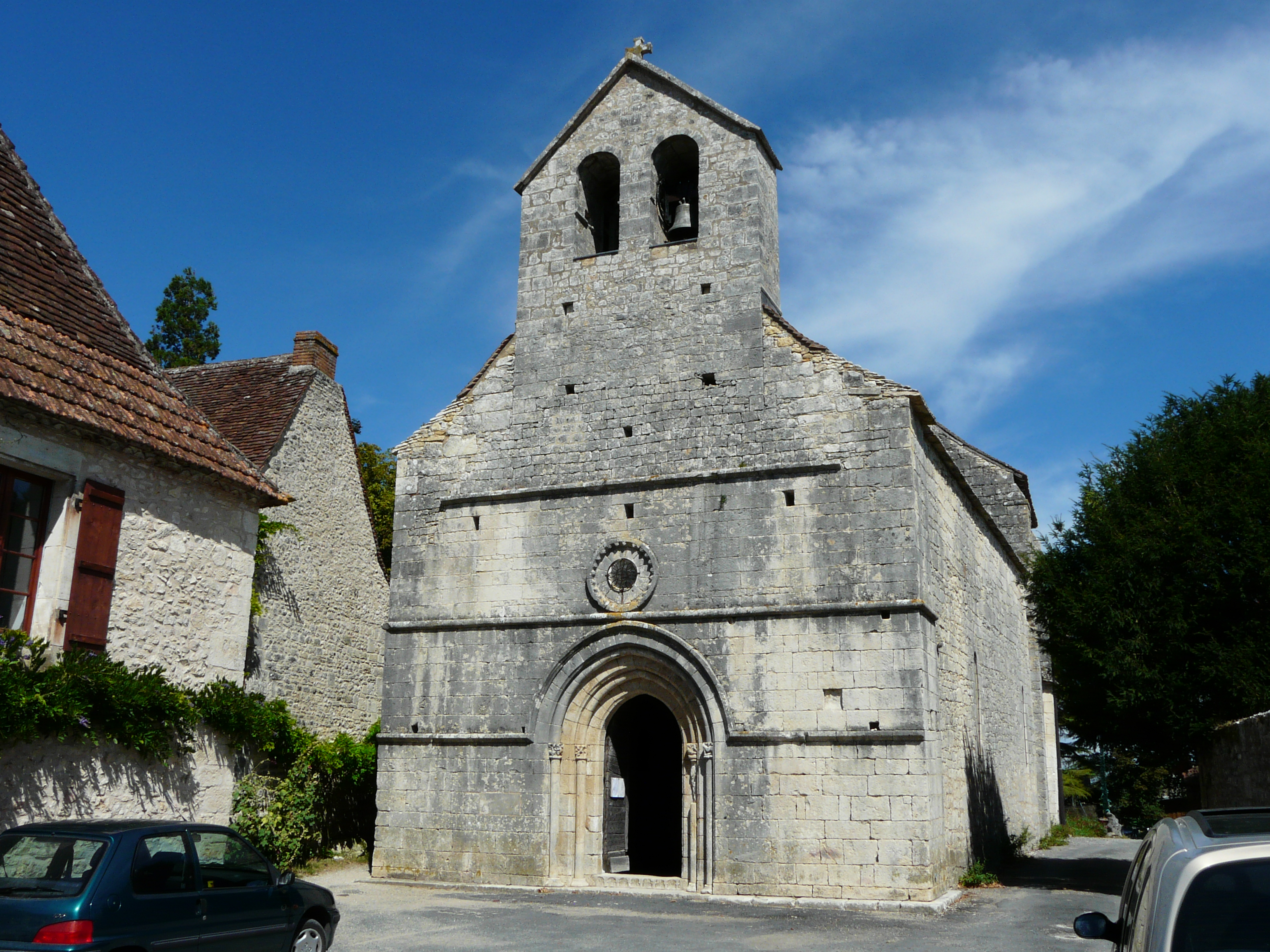
L'église Saint-Hilaire.
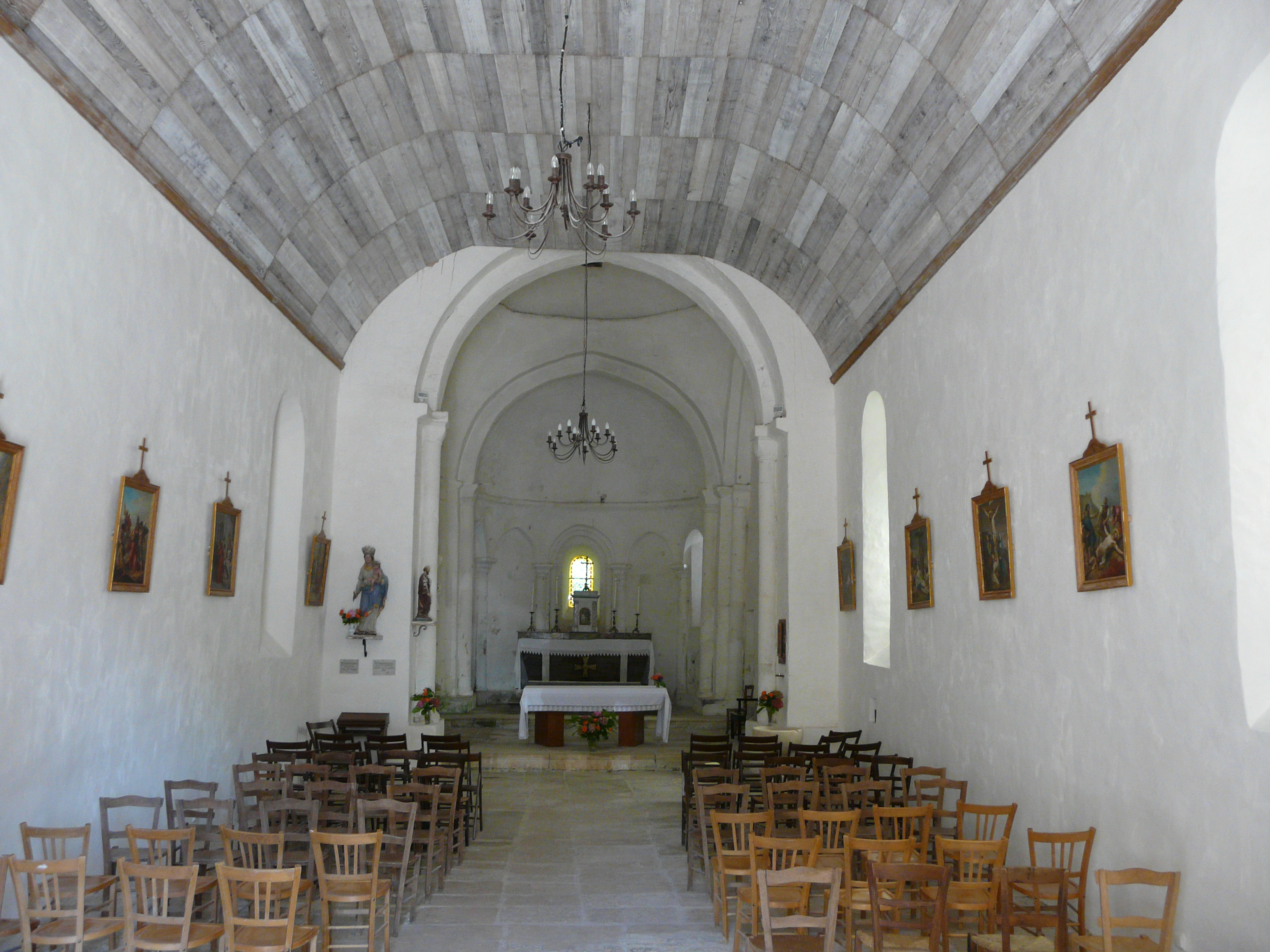
Sa nef.
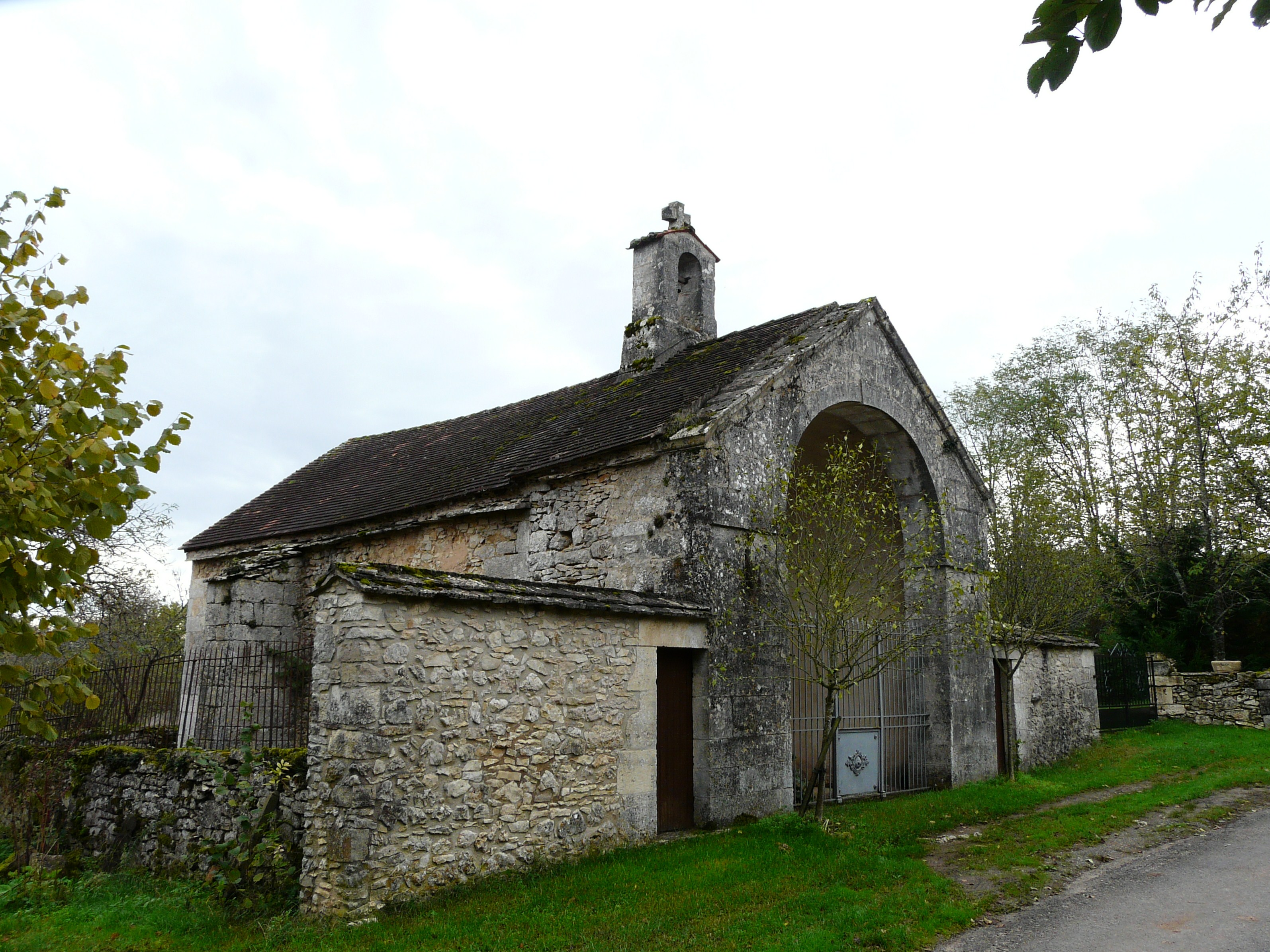
La chapelle de la Pinolie.
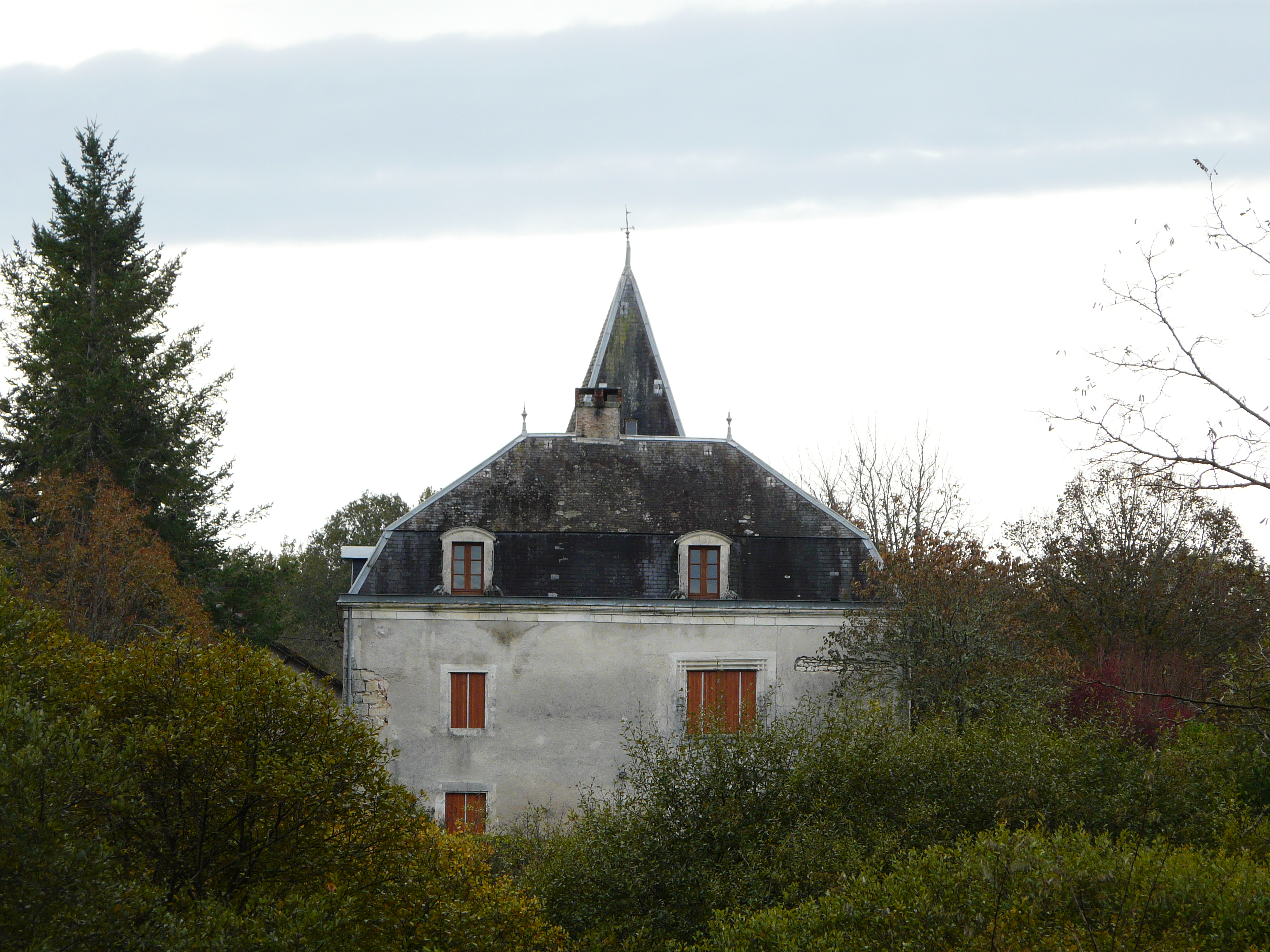
Le château de l'Étang.

### Patrimoine naturel

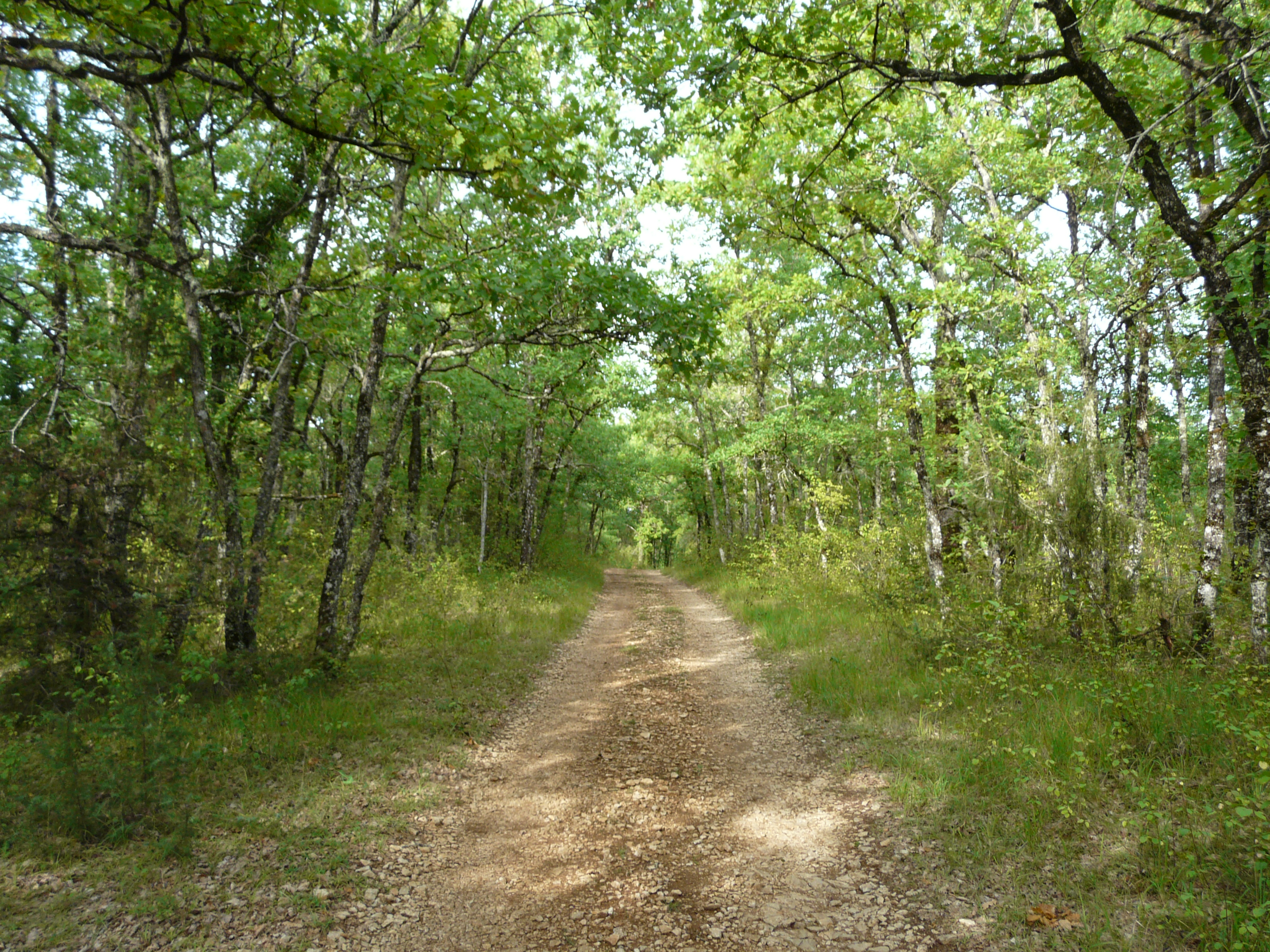
Le causse de Thenon au nord-est de la commune.

Au nord, limité approximativement par une ligne reliant les hameaux de la Chosédie et de la Pinolie, environ 40 % du territoire de la commune fait partie du causse de Thenon qui s'étend également sur six autres communes. Cette zone calcaire boisée remarquable pour sa flore spécifique est classée comme zone naturelle d'intérêt écologique, faunistique et floristique (ZNIEFF) de type 2,.

### Distinctions culturelles
Limeyrat est « Village en poésie » depuis mars 2012, label décerné par le Printemps des poètes aux villages qui donnent à la poésie une place prépondérante dans la vie culturelle locale. Ainsi, depuis 2002, Limeyrat organise tous les deux ans une manifestation poétique d'ampleur, festival alliant poésie, arts visuels et spectacle vivant. Le village accueille à cette occasion des poètes en résidence d'écriture.
Limeyrat fait partie des communes ayant reçu en 2010 l’étoile verte espérantiste[réf. nécessaire], distinction remise aux maires de communes recensant des locuteurs de la langue construite espéranto.

### Héraldique
| Blason de Limeyrat | Blason  | D'azur à trois serpents volants posés en pal.    |
| Blason de Limeyrat | Détails | Le statut officiel du blason reste à déterminer. |

## Pour approfondir